# Muehlenbeckia volcanica
Muehlenbeckia volcanica är en slideväxtart som först beskrevs av George Bentham, och fick sitt nu gällande namn av Endlicher. Muehlenbeckia volcanica ingår i släktet sliderankor, och familjen slideväxter. Inga underarter finns listade i Catalogue of Life.